# Andreas Klatt
Andreas Klatt (* 29. März 1987) ist ein professioneller deutscher Pokerspieler. Er gewann 2017 ein Bracelet bei der World Series of Poker Europe.

## Pokerkarriere
Klatt stammt aus Tübingen und lebt in Wien. Seine erste Geldplatzierung bei einem Live-Turnier erzielte er im Januar 2011 beim Main Event des PokerStars Caribbean Adventures auf den Bahamas. Ende Juni 2011 war der Deutsche erstmals bei der World Series of Poker im Rio All-Suite Hotel and Casino am Las Vegas Strip erfolgreich und erreichte bei einem Turnier der Variante No Limit Hold’em die Geldränge. Ende April 2017 war er für die PokerStars Championship in Monte-Carlo. Dort gewann Klatt die PokerStars National Championship mit einer Siegprämie von rund 150.000 Euro und belegte hinter Raffaele Sorrentino den zweiten Platz im Main Event für sein bisher höchstes Preisgeld von über 400.000 Euro. Im Oktober 2017 gewann der Deutsche das zweite Event der in Rozvadov stattfindenden World Series of Poker Europe. Dieser Sieg in der Variante Pot Limit Omaha bescherte ihm ein Bracelet sowie 56.400 Euro Siegprämie. Anfang Februar 2018 sicherte sich Klatt den Titel bei einem Side-Event der Aussie Millions Poker Championship in Melbourne mit einer Siegprämie von umgerechnet rund 115.000 US-Dollar. Seitdem blieben größere Turniererfolge aus.
Insgesamt hat sich Klatt mit Poker bei Live-Turnieren mindestens eine Million US-Dollar erspielt.